# Våreld
Våreld eller höstglöd (Kalanchoe blossfeldiana) är en fetbladsväxtart som beskrevs av Karl von Poellnitz. 
Våreld ingår i släktet Kalanchoe och familjen fetbladsväxter. Våreld är en suckulent och halvbuske från norra Madagaskar. Inga underarter finns listade i Catalogue of Life. Aldén listar följande sorter i Blossfeldianagruppen: Bali, Beta, Calandiva, Calypso, Caroline, Charm, Cora, Fame, Helene, Jacqueline, Kristina, Mirjam Rood, Pablo, Rode Signapore, Sensation, Simone och Yellow Josefine.

## Bildgalleri

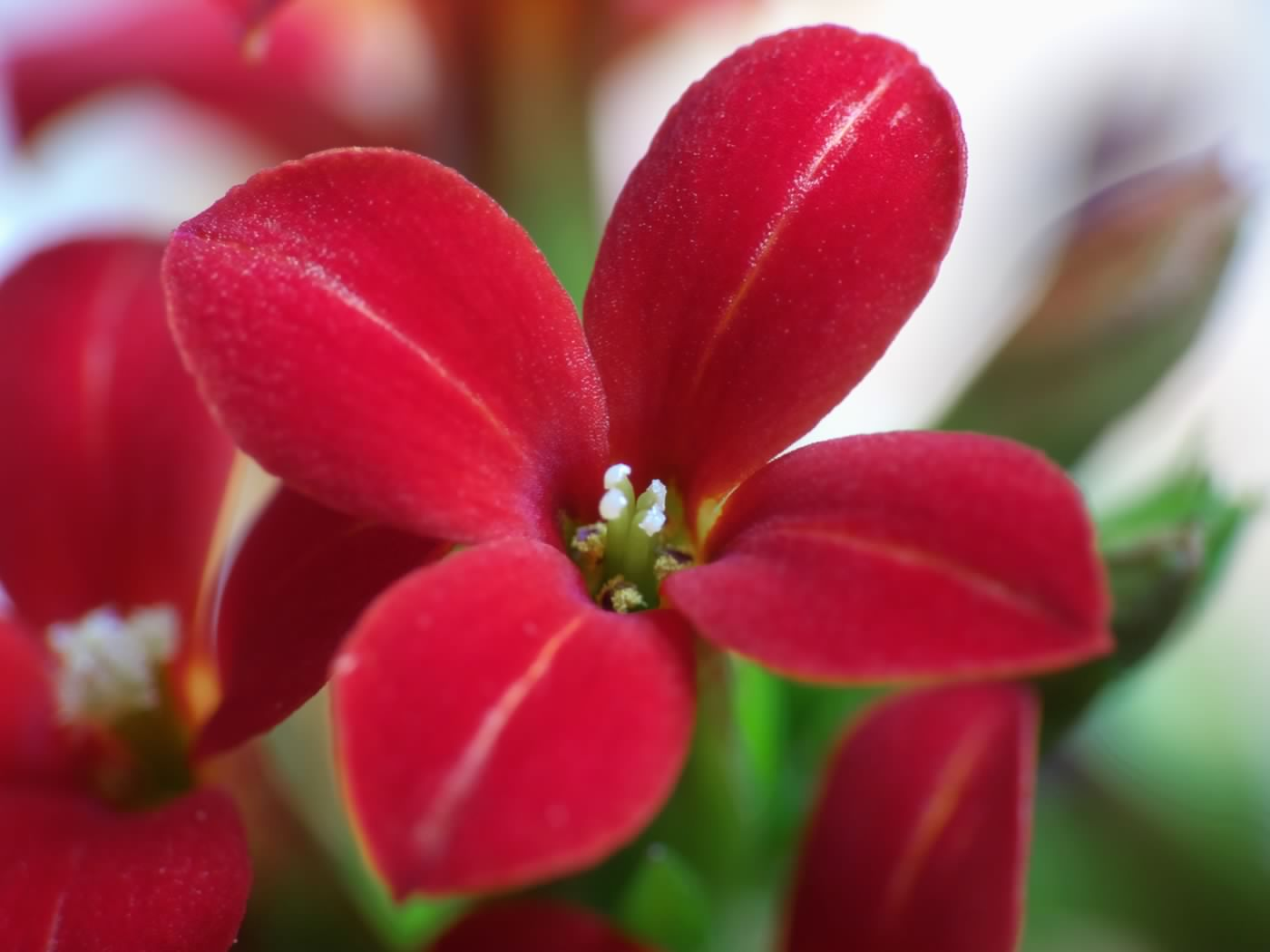
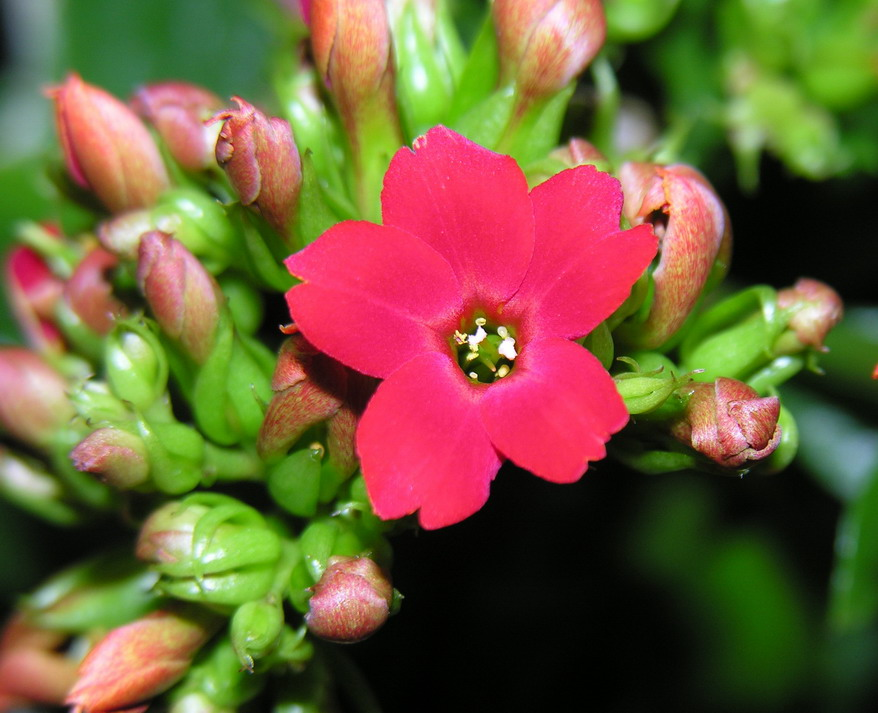
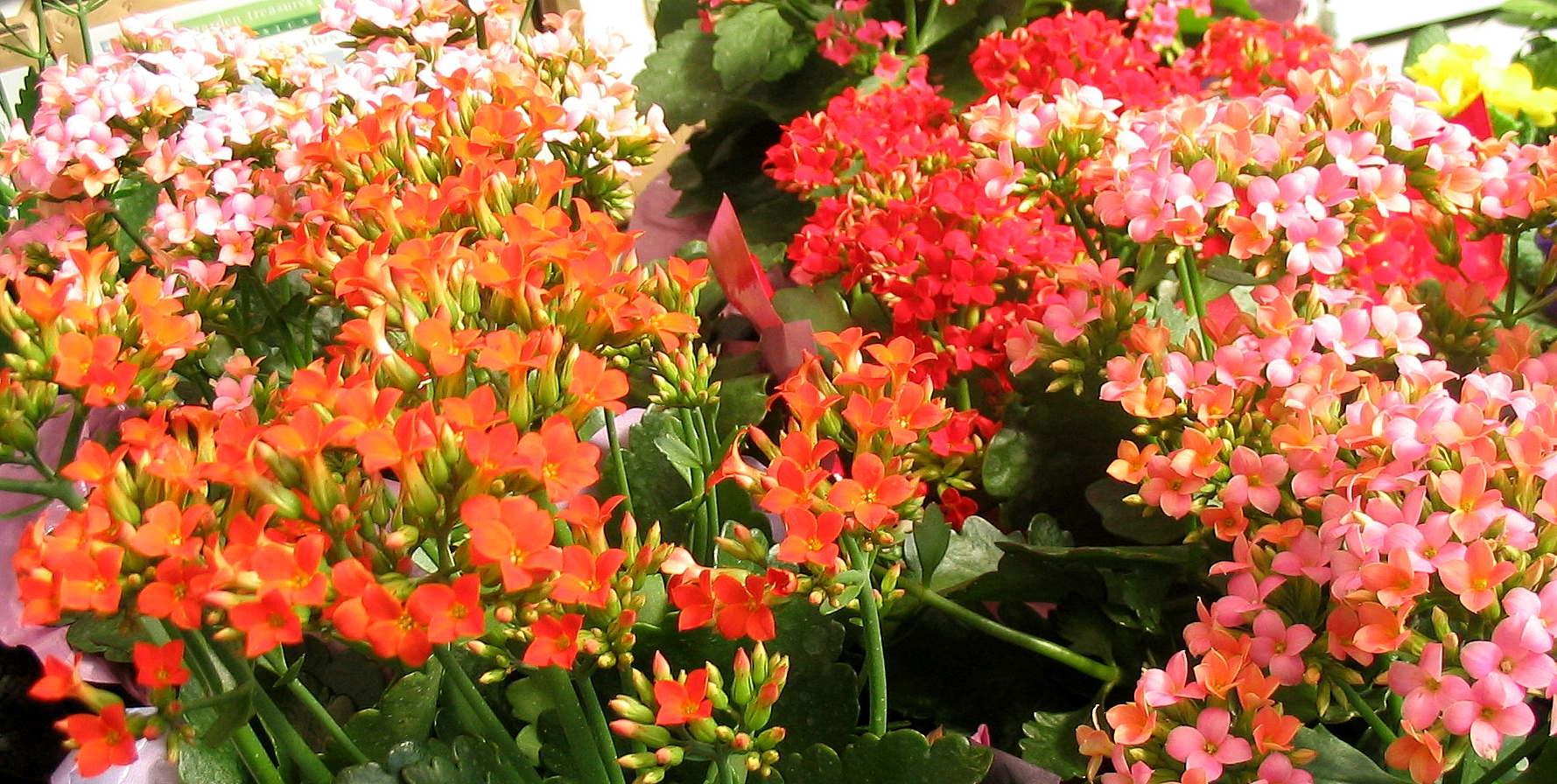
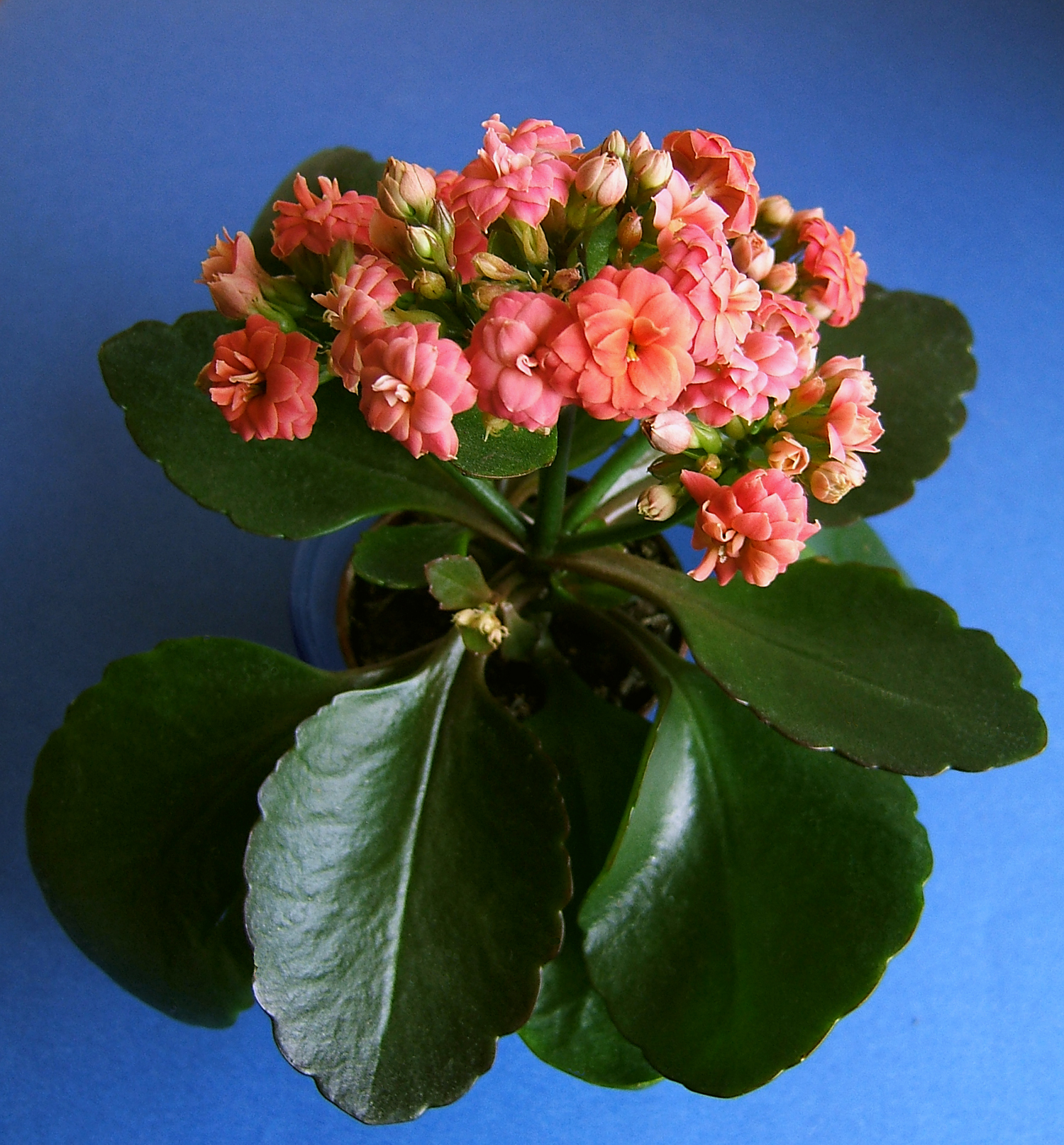
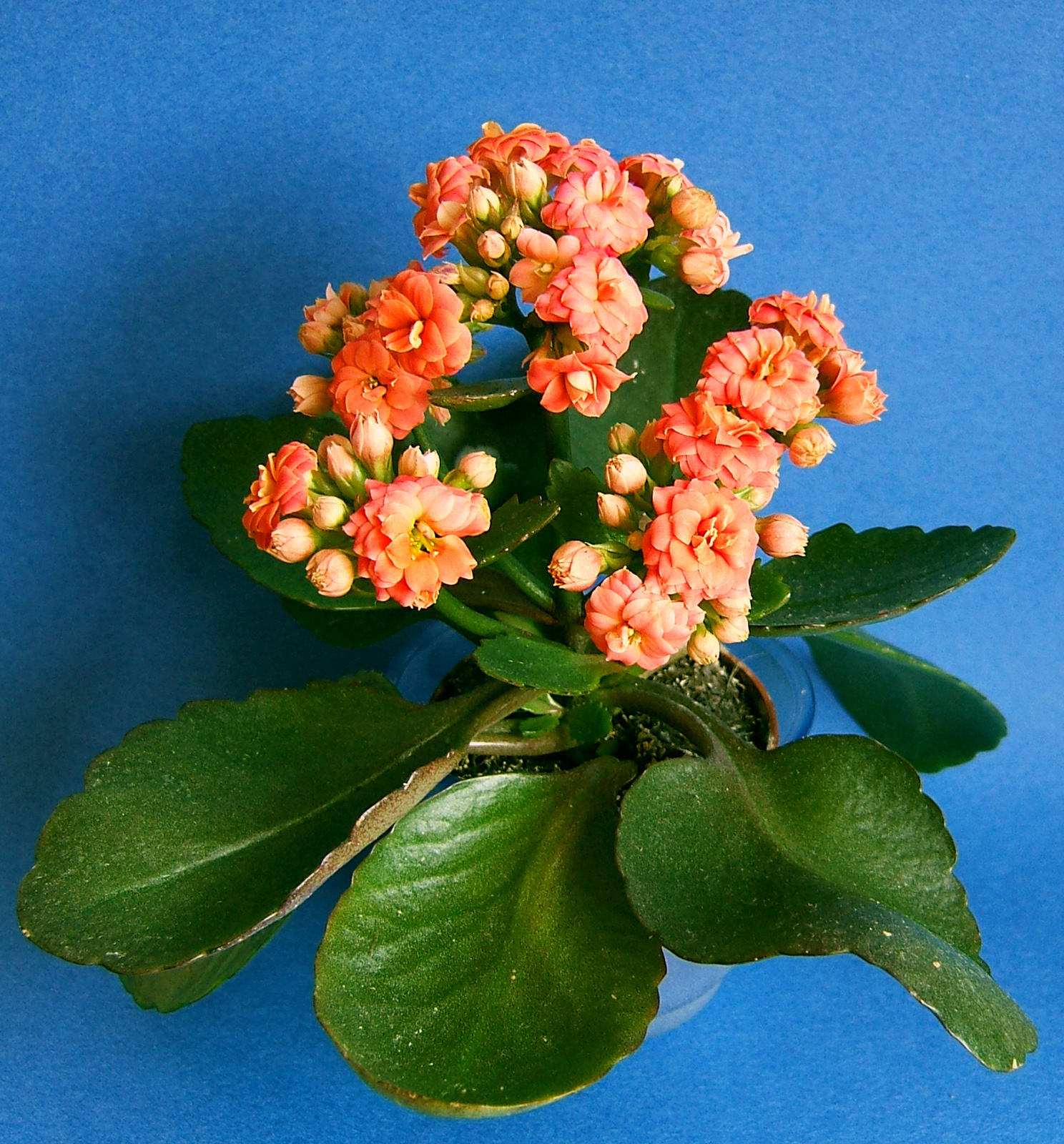
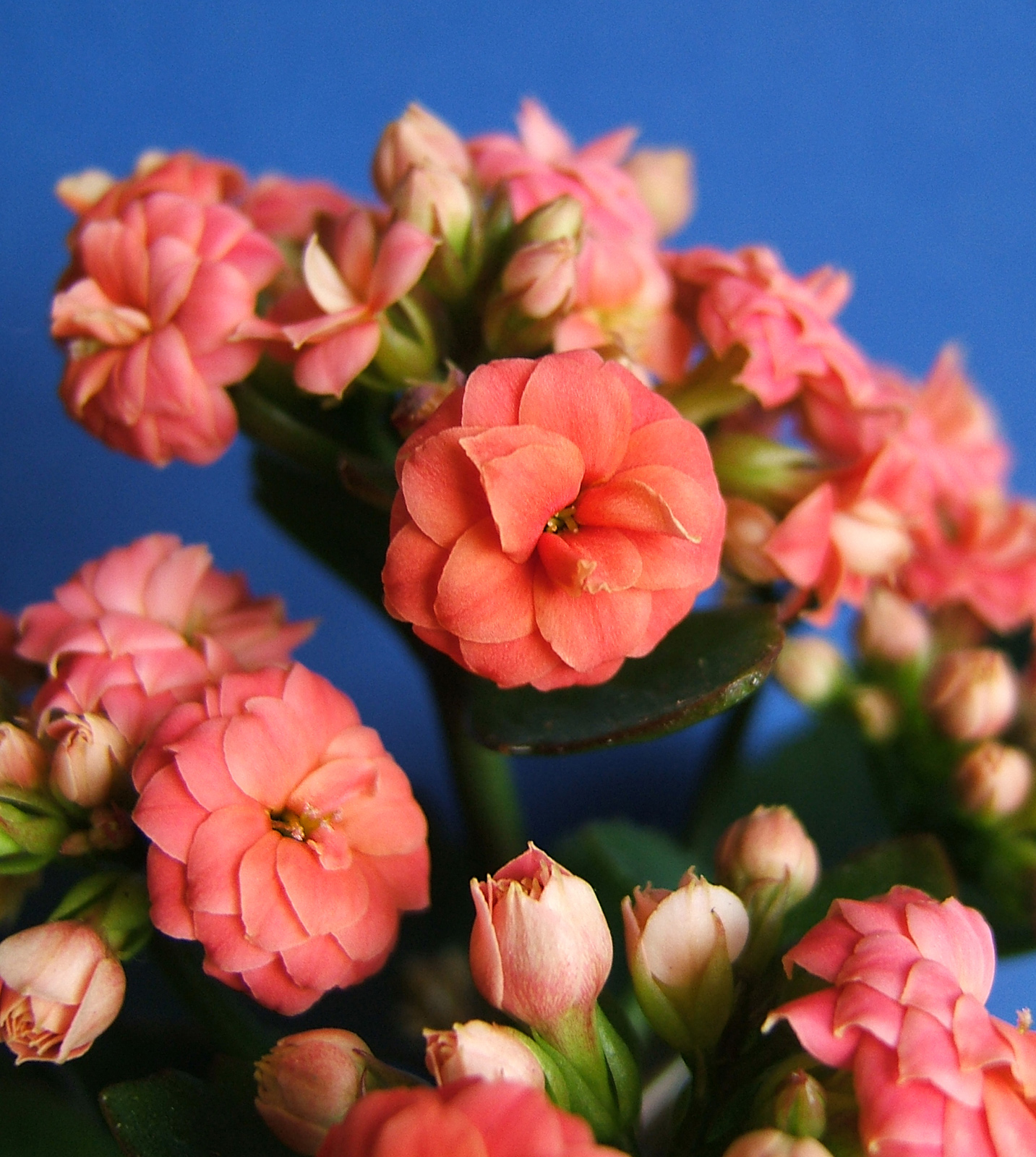